# Клара Гонзага
Клара Гонзага или Клер Гонзаг (на италиански: Chiara Gonzaga, Clara Gonzaga, на френски: Claire Gonzague; * 1 юли 1464, Мантуа, Маркграфство Мантуа; † 2 юни 1503, Оверн, Кралство Франция) от рода Гонзага от Маркграфство Мантуа, е чрез брак графиня на Монпансие и дофина на Оверн.

## Произход
Тя е най-голямата дъщеря на Федерико I Гонзага (* 1441, † 1484), маркграф на Мантуа, и на съпругата му Маргарета Баварска (* 1442, † 1479) от фамилията Вителсбахи. Нейни дядо и баба по бащина линия са маркграф Лудовико III Гонзага и Барбара фон Бранденбург от рода Хоенцолерн, а по майчина – херцог Албрехт III от херцогство Бавария-Мюнхен и съпругата му Агнес от Брауншвайг-Грубенхаген-Айнбек. Има трима братя и две сестри:
- Франческо II (* 1466, † 1519), 4-ти маркграф на Мантуа, съпруг на Изабела д’Есте
- Сиджизмондо (* 1469, † 1523), кардинал от 1505, епископ на Мантуа от 1511
- Елизабета (* 1471, † 1526), херцогиня на Урбино като съпруга на Гуидобалдо да Монтефелтро
- Мадалена (* 1472, † 1490), господарка на Пезаро и на Градара като съпруга на Джовани Сфорца
- Джовани (* 1474, † 1525), маркграф на Весковато и родоначалник на кадетския клон Гонзага ди Весковато, съпруг на Лаура Бентивольо

## Биография
Клара живее с братята и сестрите си в двореца в Порто Мантовано, Мантуа, и именно там през 1483 г. те са посетени от Лоренцо Великолепни.
Рано осиротява напълно и от 1484 г. расте при големия си брат Франческо II, новия херцог на Мантуа, женен за Изабела д’Есте. Клара се омъжва на 24 февруари 1482 г. за Жилбер дьо Бурбон-Монпансие, граф на Монпансие, херцог на Сеса (1443 – 1496), дофин на Оверн, вицекрал на Неаполитанското кралство (1495 – 1496). За тяхната сватба Андреа Мантеня, бивш придворен художник на Гонзага през 1460 г., създава платното „Свети Себастиан“ през 1480 г., което днес се съхранява в Лувъра, и което тогава е дарено на църквата в Егперс ан Оверн. Нейният чичо Франческо Секо д'Арагона организира брака ѝ, и я придружава от Мантуа до Милано при пътуването ѝ до Франция.
Изглежда, че Клара има известно приятелство с Лудовико Сфорца Мавъра, херцог на Милано – след като и двамата овдовяват, някой предлага брака им: лекар от Мантуа заявява на благородник от двора на Клара, че Лудовико го е изпратил в Мантуа, за да я поиска за негова съпруга, както и дъщеря ѝ за съпруга на първородния му син. Научавайки това, Лудовико побързва да изясни недоразумението, като заявява че не познава лекаря и че няма намерение да се жени повторно, като същевременно потвърждава приятелството си.
Умира на 38-годишна възраст през 1503 г.

## Брак и потомство
∞ 24 февруари 1482 г. за Жилбер дьо Бурбон-Монпансие, граф на Монпансие, херцог на Сеса (1443 – 1496), дофин на Оверн, вицекрал на Неаполитанското кралство (1495 – 1496), от когото има четирима сина и две дъщери:
- Луиза дьо Бурбон-Монпансие (* 1482, † 15 юли 1561), херцогиня на Монпансие (1522 – 1561); ∞ 1. 1499 за Андре III Шовини, виконт на Брос († 1503), от когото няма деца 2. 1504 за Луи дьо Бурбон-Вандом (* 1473, † 1520), принц Ла Рош сюр Йон, от когото има двама сина и една дъщеря

- Луи II дьо Бурбон-Монпансие (* 1483; † 14 август 1501, Неапол), 6-ти граф на Монпансие, дофин на Оверн и граф на Клермон (1496 – 1501), бездетен
- Шарл III дьо Бурбон (* 15 февруари 1489, Монпансие; † 6 май 1527, Рим), 7-и граф на Монпансие, дофин на Оверн, 8-и херцог на Бурбон (1505 – 1527), конетабъл на Франция (1515 – 1523), ∞ за Сузана дьо Бурбон (* 1491, † 1521), дъщеря на Ан дьо Божьо и Пиер II дьо Бурбон, от която има три деца
- Франсоа дьо Бурбон-Монпансие (* 1492, † 13 септември 1515), херцог на Шателро (1515), има една извънбрачна дъщеря
- Рене дьо Бурбон-Монпансие (* 1494; † 26 май 1539, Нанси), господарка на Меркьор, ∞ 25 юни 1515 в Амбоаз за Антоан I Добрия, херцог на Лотарингия, от когото има четирима сина и две дъщери
- Анна дьо Бурбон-Монпансие (* април 1496, † 1510)

- Децата на Клара
- Луиза
- Шарл III
- Рене